# Linóleo

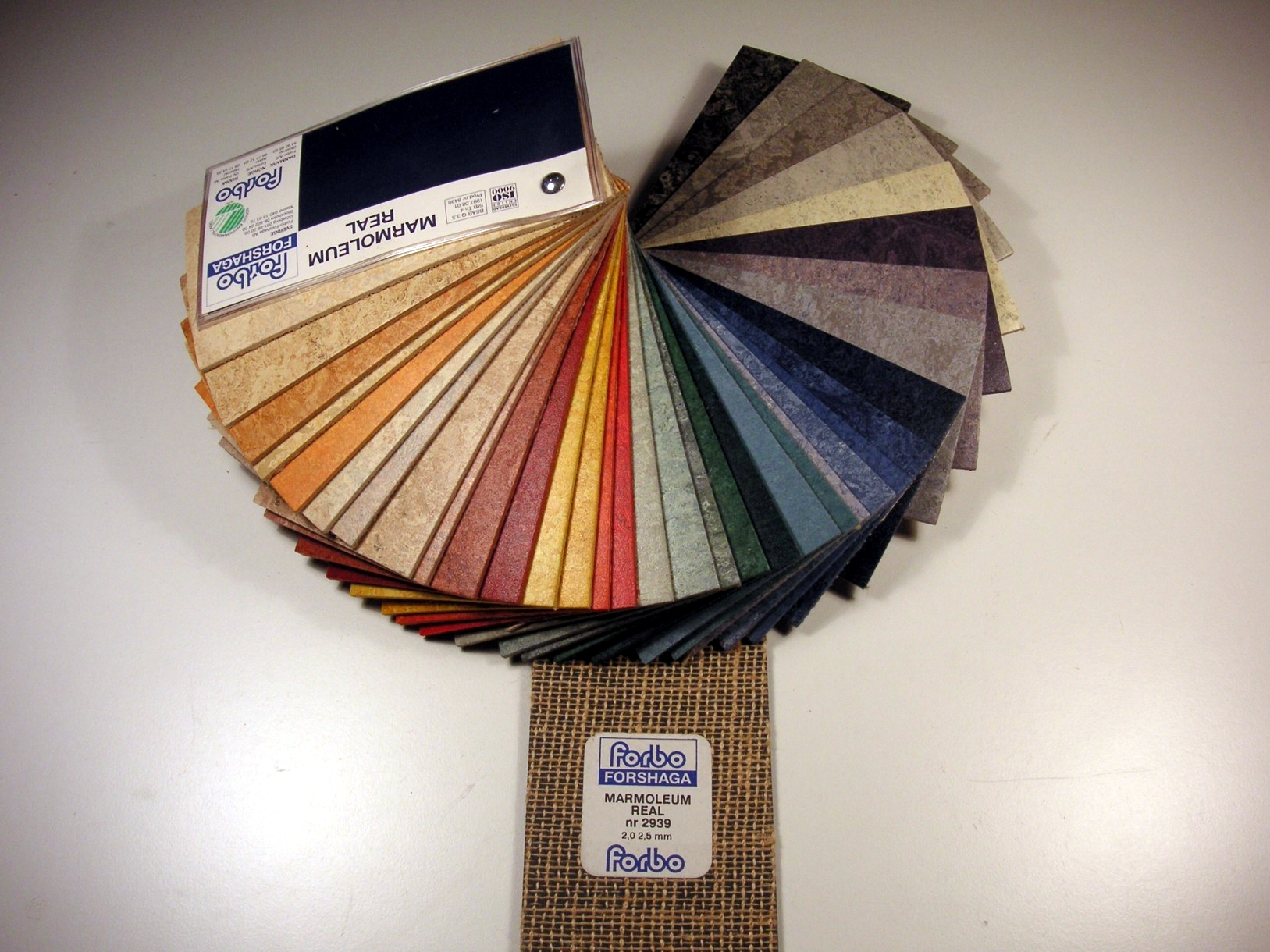
Catálogo moderno de linóleo, com seu lado posterior em evidência.

O linóleo é um material utilizado como revestimento impermeável criado em 1860 pelo químico inglês Frederick Walton. Seu nome é composto das palavras latinas linum, referente a linho, e oleum, referente ao óleo de linhaça, que, junto com o pó de cortiça e do tecido de juta, são as principais matérias-primas deste material. Com pouco uso atual, vem sendo amplamente substuído pelo piso vinílico desde a década de 1960.

## História

### Antecedentes:floorclothse Kamptulicon

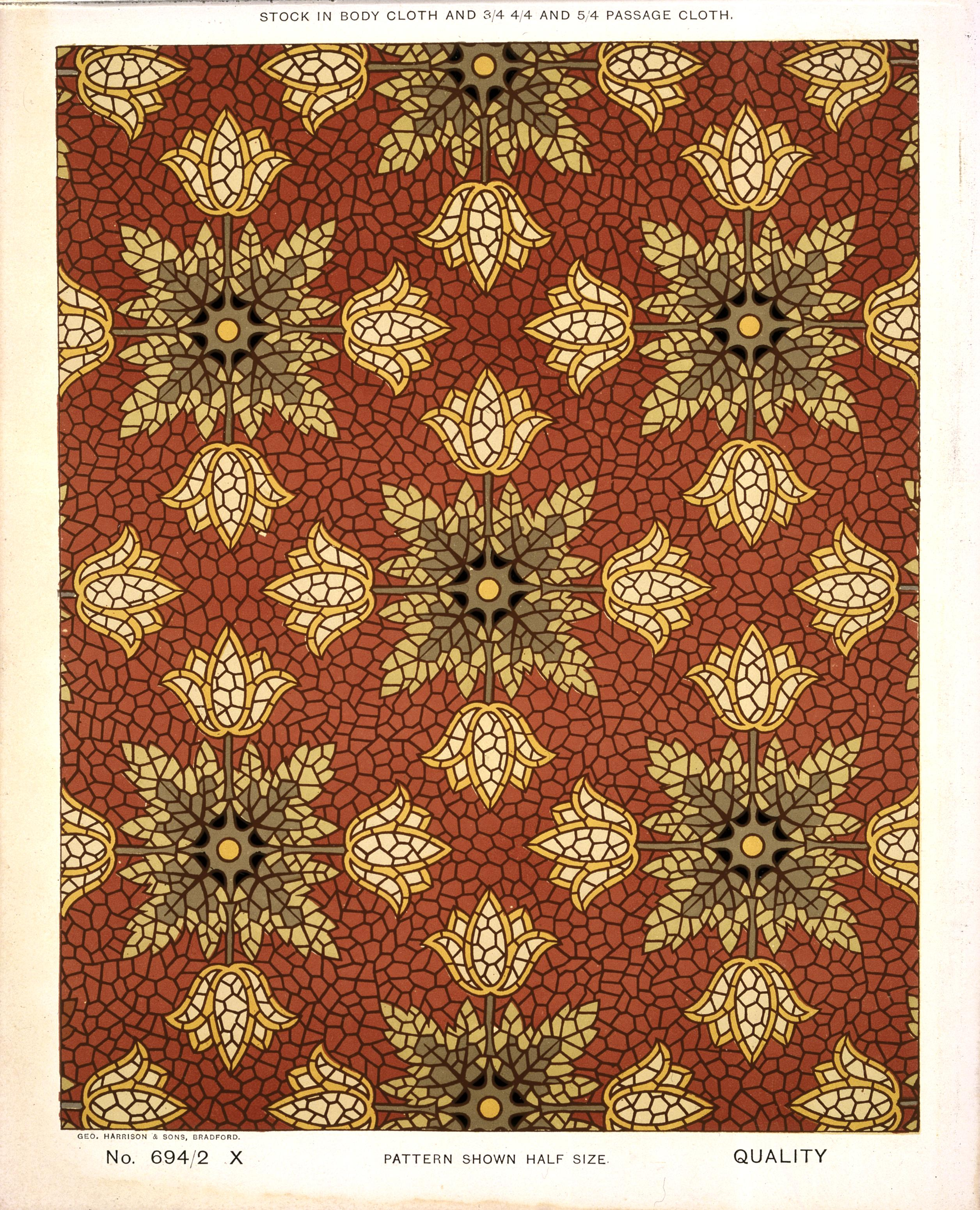
Floorcloth inglês, provavelmente da década de 1880.

Alguns séculos antes do linóleo, tecidos já eram usados para revestir pisos. Em particular, tecidos impermeabilizados com óleo (tecido oleado) ou cera foram os predecessores diretos dos pisos resilientes atuais. Existem menções a tecido oleado pintado desde os séculos XV e XVI, mas o uso como revestimento de piso data apenas a partir do início do século XVIII. Chamado floorcloth, este material era utilizado, sobretudo na Inglaterra, sob mesas de jantar para proteger carpetes mais caros, ou em degraus e corredores para proteger assoalhos de madeira. O tecido era feito de linho, cânhamo ou algodão, em quadrados de cerca de 2 metros de lado que eram costurados no tamanho desejado.

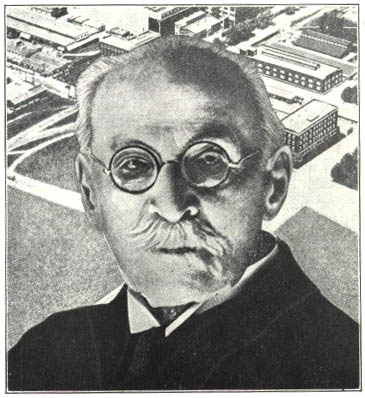
Frederick Walton (1833–1928)

A primeira fábrica de floorcloth foi construída em Knightsbridge, Londres, por Nathan Smith, em 1763, logo após patentear seu processo de fabricação, que usava resina, alcatrão, pigmentos, cera de abelha e óleo de linhaça. Até o final do século, já havia ao menos vinte fábricas na Inglaterra. Uma das mais importantes da época foi a de Michael Nairn, em Kirkcaldy, Escócia. Nairn começou produzindo rolos de tecido para as diversas fábricas de floorcloth, até abrir a sua própria em 1847, a primeira em seu país. Com a redução dos custos de fabricação graças à industrialização, ao final do século XIX, o floorcloth se tornou comum mesmo nas residências da classe operária.
Em 1844, o inglês Elijah Galloway patenteou um piso resiliente chamado de Kamptulicon, composto de borracha natural, guta-percha, pó de cortiça, goma-laca e óleo de linhaça. Em duas décadas, somente em Londres já havia vinte fábricas produzindo este material, que chegou a ser produzido até o século XX. Entretanto, devido ao seu alto custo, não alcançou tanto sucesso, saindo do mercado a partir do momento que deixou de ser economicamente viável em decorrência do aumento de preço da borracha natural.

### Linóleo: invenção e evolução

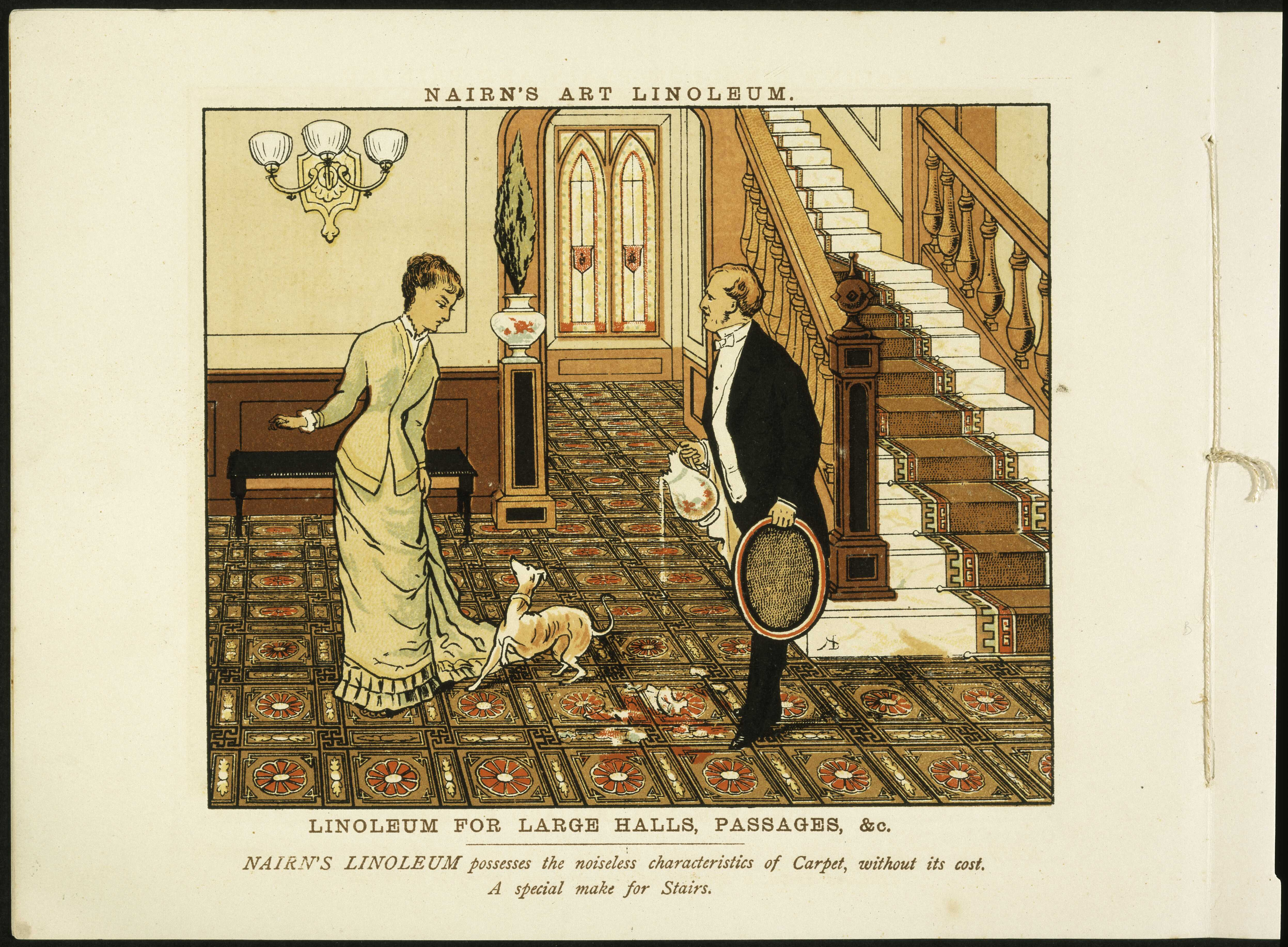
Catálogo da empresa Nairn’s Art Linoleum, circa 1878

Em 1861, Frederick Walton recebeu a primeira patente que o ajudaria a desenvolver posteriormente o linóleo. Frederick era filho de um industrial e engenheiro de Manchester, que já havia trabalhado com materiais elásticos e possuía patentes relacionadas; seu pai o encorajava em suas pesquisas disponibilizando um laboratório dentro da fábrica. Frederick, ao tentar produzir um verniz de secagem rápida para capas de livros, notou uma camada de óleo de linhaça oxidado; ele a separou e começou a experimentar com aquele material similar a uma borracha. A partir daí, desenvolveu um processo para produção de óleos oxidados, em particular a linoxina, pelo qual recebeu a patente.
Assim como muitos outros, Walton tentava desenvolver um substituto para a borracha; por isso, inicialmente tentou vender à indústria com essa finalidade, embora sem sucesso. É provável que produtos como o Kamptulicon tenham lhe dado, posteriormente, a ideia de aplicar sua descoberta em um produto para revestimento de pisos. Foi o que fez em 1863, abrindo uma fábrica, criando sua primeira peça de linóleo, e patenteando o processo no ano seguinte. As vendas não eram grandes no início, mas com uma intensa campanha publicitária que qualificava o material como "quente, macio e durável", o produto recebeu seu reconhecimento. O linóleo rapidamente se tornou muito popular, sendo muito usado sobretudo em edifícios públicos como hospitais e escritórios, devido à facilidade de limpeza. Outras vantagens sobre os antigos floorcloths estavam em sua maior espessura, estanqueidade, resiliência e durabilidade.
As patentes de Walton expiraram em 1877, e os antigos fabricantes de floorcloths começaram a copiar seu processo industrial. O inventor processou a empresa de Michael Nairn acusando-a de violação de direitos autorais pelo uso do nome "linóleo", mas a corte britânica deliberou que o termo se referia apenas ao material e não estava protegido como nome de uma marca, já que Walton não o registrara como tal.
A Companhia de Manufatura de Linóleo de Frederick Walton continuou, não obstante, a se expandir. Neste mesmo ano, Walton inventou um novo processo industrial que permitia usar a linoxina como revestimento para paredes, patenteando-o como Linoleum Muralis, mas que logo teve o nome comercial alterado para Lincrusta. O produto consistia em um forte rolo de papel sobre o qual eram moldados desenhos em relevo feitos com uma massa plástica. Essa massa era composta por pó de madeira, giz, pigmentos e uma resina à base de linoxina.
O passo seguinte foi desenvolver uma tecnologia para estampas e padrões incrustados na massa do linóleo, de maneira que resistissem melhor ao tráfego e fossem mais duráveis. Dentre outras tentativas de processos industriais, como a de C. F. Leake, que apresentava imprecisão nos padrões reticulados, Walton patenteou, em 1879, um processo em que várias cores eram colocadas na calandra ainda na etapa granular, produzindo padrões similares a mármore, granito e jaspe. Em 1894, Walton fundou, em Greenwich, a Greenwich Inlaid Linoleum Company, especializada nesse novo produto.
A fábrica de Michael Nairn oferecia grandes mantas de linóleo estampadas desde 1881; em 1895, já produzia também linóleo com estampas incrustadas com técnica similar à desenvolvida por Walton. Em 1922 a Michael Nairn Ltd. comprou a companhia de Walton, sendo então renomeada para Michael Nairn and Greenwich Ltd.

## Fabricação

### Matérias-primas

Composição do linóleo

O linóleo é constituído basicamente por óleo de linhaça polimerizado por oxidação (linoxina), resinas naturais (breu, copal ou damar), pó de cortiça ou serragem, pó de calcário, dióxido de titânio como pigmento branco, outros pigmentos, e um tecido de juta como substrato. A linoxina é a principal responsável pela resistência do material, sendo os outros aditivos utilizados apenas para alterar propriedades específicas. Como alternativa ao óleo de linhaça, óleo de soja também é utilizado atualmente, e, dependendo do fabricante e da data de fabricação, pode conter borracha ou plásticos.
O linóleo é produzido em um processo complexo, demorado e altamente dependente de mão-de-obra. A linoxina e as resinas são os ligantes que constituem a matriz do linóleo, chegando a cerca de 40% da massa total, sendo o restante constituído pelos fíleres orgânicos (pó de cortiça, serragem) e inorgânicos (pó de calcário, pigmentos). O substrato, geralmente de tecido de juta, constitui uma fração mínima da massa total, cerca de 1%.

### Produção do verniz e da linoxina
O material inicial para a produção do linóleo é o óleo extraído das sementes de linho (linhaça). Este óleo é obtido por prensagem a quente e convertido em verniz de óleo de linhaça antes do processamento final, no qual é fervido com adição de materiais secos (anteriormente, usava-se geralmente chumbo e cobalto – atualmente, apenas compostos de manganês em quantidades de aproximadamente 20 ppm) a altas temperaturas. Neste processo, o verniz perde em torno da metade de sua massa e se torna mais resistente, além de ter seu tempo de secagem reduzido. Ao final, o verniz se encontra oxidado na forma de linoxina, sendo que três métodos podem ser discriminados.